# Lingonbrokvecklare
Lingonbrokvecklare (Stictea mygindiana) är en fjärilsart som beskrevs av Michael Denis och Ignaz Schiffermüller 1775. Lingonbrokvecklare ingår i släktet Stictea och familjen vecklare. Arten är reproducerande i Sverige. Inga underarter finns listade i Catalogue of Life.